# Eofulgoridium tenellum
Eofulgoridium tenellum  (лат.) — ископаемый вид мелких полужесткокрылых насекомых рода Eofulgoridium из семейства цикадовых Lophophidae. Обнаружен в юрских отложениях Китая (Xidagou, Jimsar County, Sangonghe Formation, тоарский ярус, около 180 млн лет). Длина надкрылий 10,2 мм, ширина — 2,7 мм.
Вид Eofulgoridium tenellum был впервые описан в 2003 году вместе с таксонами Procercopina delicata. Eofulgoridium tenellum включён в состав рода Eofulgoridium Martynov 1937. Сестринские таксоны: Eofulgoridium chanmaense, Eofulgoridium kisylkiense Martynov 1937, Eofulgoridium proximum.